# Gjallarhorn (Band)
Gjallarhorn ist eine finnlandschwedische Musikgruppe. Der Bandname entstammt der nordischen Mythologie und bezeichnet ein Horn, welches dem Lichtgott Heimdall gehört.

## Stil
Gjallarhorn verarbeitet hauptsächlich alte nordische Balladen, Menuette und Gebetsgesänge in Runenversen, die den isländischen Rimur-Epen nicht unähnlich sind. Diese Stücke werden neu arrangiert und mit Elementen aus dem Jazz, Rock und der Weltmusik kombiniert. Dabei verwenden die Musiker neben den klassischen Instrumenten der nordischen Musik (wie Geigen und Bratschen) auch  afrikanisch-kubanische Trommeln und das australische Didgeridoo. Durch diese Instrumentierung versucht die Band verlorengegangene Elemente der finnisch-schwedischen Volksmusik wieder zum Leben zu erwecken.
Seit ihrer Gründung erhielt die Band folgende Auszeichnungen: „Choc – Le Monde de la musique“ und „Trad Magazine Bravos!!!“.

## Geschichte
Gjallarhorn wurde 1994 in Svenskfinland – dem schwedischsprachigen Teil Finnlands – von den Finnlandschweden Jenny Wilhelms, Christopher Öhman und Jacob Frankenhaeuser gegründet.
Zwei Jahre später stieß noch David Lillkvist (Percussion) zur Band. Noch vor der Veröffentlichung ihrer ersten CD Ranarop (1997) verließ Frankenhaeuser die Band und wurde durch Tommy Mansikka-aho ersetzt. In dieser Besetzung wurde im Jahr 2000 das zweite Album Sjofn.
Noch im selben Jahr verließ Christopher Öhman die Band und wurde durch Adrian Jones ersetzt. 2002 kam es zu einem weiteren Wechsel und Sara Puljula nahm den Platz von David Lillkvist ein. In dieser neuen Besetzung veröffentlichte Gjallarhorn ihren dritten Longplayer Grimborg.
Die Zusammenarbeit mit Sara Puljula dauerte nur ein Jahr. 2004 kam es zu einer weiteren Bandumbildung: Petter Berndalen wurde neuer Percussionist und Tommy Mansikka-aho verließ die Band. Seit dem Einstieg von Göran Månsson im Jahr 2005 hat sich die Zusammensetzung der Band nicht mehr geändert. 2006 erschien ihr bisher letztes Album Rimfaxe.

## Diskografie
- 1997: Ranarop
- 2000: Sjofn
- 2002: Grimborg
- 2006: Rimfaxe